# Mary Lambert (cantante)
Mary Danielle Lambert (Everett, 3 maggio 1989) è una cantante, cantautrice e poetessa statunitense.

## Biografia

### Giovane età
Da bambina ha subito abusi sessuali, da parte di suo padre e di altri uomini, che l'hanno portata a soffrire di depressione già in tenera età.
Quando aveva sei anni, sua mamma ha fatto coming out come lesbica e per questo motivo la sua famiglia è stata allontanata dalla chiesa pentecostale. Successivamente durante l'adolescenza si è accostata all'evangelicalismo, frequentando la Mars Hill Church a Seattle. All'età di 17 anni, ha iniziato a dichiararsi lesbica. In seguito ha tentato di conciliare la propria omosessualità con il credo religioso, concludendo che l'orientamento sessuale non è in conflitto con la religiosità di una persona.
Ha imparato a suonare il pianoforte da autodidatta e iniziato a scrivere canzoni all'età di 6 anni, come fuga dall'ambiente traumatico in cui viveva. Nei suoi pezzi tratta spesso di abusi sessuali, disturbo bipolare, problemi nell'accettazione del proprio corpo e altri argomenti a lei vicini.
Originaria di Everett si è trasferita a Seattle nel 2007, dove ha conseguito un Bachelor of Music in composizione al Cornish College of the Arts e dove vive ancora oggi.

### Carriera musicale
Il suo primo EP Letters Don't Talk è stato pubblicato il 17 luglio 2012. Il giorno seguente è uscito il singolo Same Love, a supporto dei diritti LGBT+, dall'album di Macklemore e Ryan Lewis The Heist. Questa canzone ha raggiunto la prima posizione in classifica in Australia e Nuova Zelanda, oltre a raggiungere un notevole successo mondiale (in Italia è stato certificato oro). Lambert ha preso parte anche ad una performance del brano tenutasi ai Grammy Awards: in questa occasione è stata raggiunta sul palco da due grandi leggende musicali quali Madonna e Queen Latifah.
Nel gennaio 2013 è stato pubblicato il suo primo libro di poesie intitolato 500 Tips for Fat Girls.
Nell'estate 2013 è stato pubblicato il suo singolo di debutto She Keeps Me Warm, creato sviluppando il proprio contenuto di Same Love.
Il 17 dicembre 2013 è stato pubblicato il suo primo EP con la casa discografica Capitol Records Welcome to the Age of My Body.
Nell'ottobre 2014 è stato pubblicato il suo album di debutto Heart on My Sleeve. Il disco è stato include i singoli "She Keeps Me Warm" e "Secrets".
A luglio 2016 ha pubblicato il singolo Hang Out With You con video musicale. Ha anche partecipato alla canzone Hands, tributo alle vittime della strage di Orlando del giugno 2016.
Grazie a un crowdfunding su Kickstarter, il 5 maggio 2017 è uscito il suo ultimo EP Bold, prodotto autonomamente dopo la separazione dalla precedente casa discografica.
Nel 2018, Mary Lambert pubblica il suo primo libro di poesie "Shame Is an Ocean I Swim Across".
A novembre 2019, Mary Lambert a pubblicato il suo secondo album "Grief Creature", di nuovo in maniera indipendente.
A luglio 2020, in seguito alle accuse di transfobia che sono state rivolte alla scrittrice di Harry Potter J.K. Rowling, Mary Lambert pubblica il brano "Dear Jo", che definisce appunto come una lettera aperta alla celebre autrice.